# Marguerite Courtot

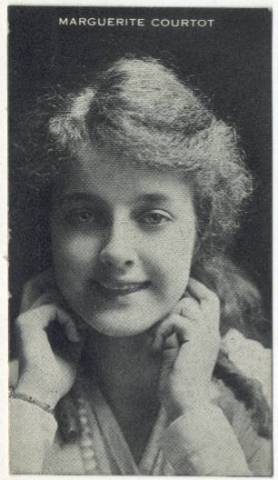
Marguerite Courtot

Marguerite Courtot (20 de agosto de 1897-28 de mayo de 1986) fue una actriz cinematográfica de estadounidense, activa en la época del cine mudo.

## Biografía
Su nombre completo era Marguerite Gabrielle Courtot, y nació en Summit, Nueva Jersey, en el seno de una familia de ascendencia francesa. En sus inicios modelo infantil, en junio de 1912, antes de cumplir los quince años de edad, entró en la Kalem Company, debutando en marzo de 1913 con The War Correspondent, bajo dirección de Robert G. Vignola. Ese mismo año participó en The Riddle of the Tin Soldier, junto a Alice Joyce y Harry F. Millarde, actor que rodaba su primera película. Desde entonces hasta 1916, Courtot rodó 37 producciones para Kalem, siendo la protagonista de The Ventures of Marguerite, un serial cinematográfico de aventuras rodado en dieciséis episodios.
Tras la fusión de Kalem Company con Vitagraph Studios, Courtot trabajó en la cinta de Gaumont Film Company The Dead Alive, dirigida por Henri J. Vernot. Tras varias películas con Jesse L. Lasky Famous Players Film Company y con otros pequeños estudios independientes, Marguerite Courtot dedicó casi todo el año 1918 a viajar por el país promocionando el esfuerzo bélico que Estados Unidos llevaba a cabo en Europa durante la Primera Guerra Mundial. Finalizada la contienda volvió al cine, trabajando para Pathé. Aunque tuvo papeles protagonistas, también hizo destacadas actuaciones de reparto, como fue el caso de los seriales The Sky Ranger, con June Caprice, y The Yellow Arm, protagonizado por Juanita Hansen.
En 1922, trabajando en Down to the Sea in Ships, su más importante largometraje, Courtot inició una relación sentimental con su compañero de reparto, Raymond McKee. Se casaron el 23 de abril de 1923 y, después de rodar otras dos producciones, ella se retiró del cine para dedicarse a su familia con McKee. El matrimonio duró hasta el momento de la muerte de él, ocurrida sesenta años después, en el año 1984. Courtot falleció en 1986 en  Long Beach, California. La pareja fue enterrada en el Cementerio Nacional Riverside, en Riverside, California.

## Filmografía completa
- The War Correspondent, de Robert G. Vignola (1913)
- The Grim Toll of War, de George Melford (1913)
- The Wartime Siren, de George Melford (1913)
- The American Princess, de Marshall Neilan (1913)
- The Fire-Fighting Zouaves, de George Melford (1913)
- The Fighting Chaplain, de George Melford (1913)
- Man's Greed for Gold (1913)
- The Infamous Don Miguel, de Kenean Buel (1913)
- Shenandoah, de Kenean Buel (1913)
- Breaking Into the Big League (1913)
- The Fatal Legacy (1913)
- The Riddle of the Tin Soldier (1913)
- The Vampire, de Robert G. Vignola (1913)
- The Octoroon, de Sidney Olcott (1913)
- The Hand Print Mystery, de Robert G. Vignola (1914)
- Chest of Fortune (1914)
- The Swamp Fox (1914)
- Neptune's Daughterr, de Herbert Brenon (1914)
- A Celebrated Case, de George Melford (1914)
- Home Run Baker's Double, de Kenean Buel (1914)
- The Show Girl's Glove, de Robert G. Vignola (1914)
- Through the Flames, de Robert G. Vignola (1914)
- Kit, the Arkansaw Traveler, de Kenean Buel (1914)
- The Green Rose, de Kenean Buel (1914)
- The Barefoot Boy, de Robert G. Vignola (1914)
- The Dancer, de Robert G. Vignola (1914)
- Fate's Midnight Hour, de Kenean Buel (1914)
- The Girl and the Stowaway, de Kenean Buel (1914)
- The Riddle of the Green Umbrella, de Kenean Buel (1914)
- The Girl and the Explorer, de Tom Moore (1914)
- The Prodigal, de Tom Moore (1914)
- The Price of Silence, de Kenean Buel (1914)
- The Black Sheep, de Tom Moore (1914)
- Our Daily Bread (1915)
- The Adventure at Briarcliff, de Tom Moore (1915)
- The Cabaret Singer, de Tom Moore (1915)
- The Secret Room, de Tom Moore (1915)
- The First Commandment, de Tom Moore (1915)
- Poison, de Tom Moore (1915)
- The Girl and the Bachelor, de Tom Moore (1915)
- The Third Commandment, de Tom Moore (1915)
- The Black Ring, de Tom Moore (1915)
- Prejudice, de Tom Moore (1915)
- The Seventh Commandment, de Tom Moore (1915)
- In Double Harness, de Tom Moore (1915)
- For High Stakes, de Harry O. Hoyt (1915)
- The Vanderhoff Affair, de Robert G. Vignola (1915)
- The Pretenders, de Robert G. Vignola (1915)
- By Whose Hand?, de Hamilton Smith (1915)
- The Ventures of Marguerite, de Robert Ellis, John Mackin y Hamilton Smith (1915)
- The Lurking Peril, de Robert Ellis (1916)
- The Dead Alive, de Henry J. Vernot (1916)
- Feathertop, de Henry J. Vernot (1916)
- Rolling Stones, de Dell Henderson (1916)
- The Kiss, de Dell Henderson (1916)
- Crime and Punishment, de Lawrence B. McGill (1917)
- The Natural Law, de Charles H. France (1917)
- The Unbeliever, de Alan Crosland (1918)
- The Perfect Lover, de Ralph Ince (1919)
- Bound and Gagged, de George B. Seitz (1919)
- The Teeth of the Tiger, de Chester Withey (1919)
- The Undercurrent, de Wilfrid North (1919)
- Pirate Gold, de George B. Seitz (1920)
- Velvet Fingers, de George B. Seitz (1920)
- Rogues and Romance, de George B. Seitz (1920)
- The Yellow Arm, de Bertram Millhauser (1921)
- Beyond the Rainbow, de Christy Cabanne (1922)
- The Cradle Buster, de Frank Tuttle (1922)
- Silas Marner, de Frank P. Donovan (1922)
- Down to the Sea in Ships, de Elmer Clifton (1922)
- Jacqueline, or Blazing Barriers, de Dell Henderson (1923)
- Outlaws of the Sea, de Jack Okey (1923)
- The Steadfast Heart, de Sheridan Hall (1923)
- Men, Women and Money (1924)